# Rolante
Rolante ist eine Stadt mit etwa 21.200 Einwohnern (Stand: 2018) im Bundesstaat Rio Grande do Sul im Süden Brasiliens. Sie liegt etwa 90 km nordöstlich von Porto Alegre. Benachbart sind die Orte Santo Antônio da Patrulha im Süden, São Francisco de Paula im Norden, Riozinho im Osten und Taquara im Westen. Ursprünglich war Rolante Teil des Munizips Santo Antônio da Patrulha.

## Namensherkunft
Benannt ist die Gemeinde nach dem Fluss Rio Rolante, an dessen Oberlauf sie liegt.